# يوي ماكينو
يوي ماكينو (牧野由依 ماكينو يوي) هي مطربة وممثلة يابانية ولدت في 19 يناير 1986 في محافظة ميه.

## أدوارها في الأنمي

### مسلسلات أنمي تلفزيونية
- تسوباسا كرونيكل - ساكورا
- C - هانابي إيكوتا
- أهلا بك إلى NHK - ميساكي ناكاهارا
- أن-غو - يومينو أوميزاوا
- نبضات الملاك! - يوسا
- أكاديمية ستيلا للفتيات قسم الثانوية نادي C3 - يورا ياماتو
- نحن ما زلنا لا نعرف اسم الزهرة التي رأيناها ذلك اليوم - أكي
- NEEDLESS - ميو
- فتيات بيسبول تايشو - كيوكو ساكورامي
- هيوكا - ميتسويشي
- تشايكا أميرة التابوت - ليلا
- تشايكا أميرة التابوت AVENGING BATTLE - ليلا
- آيدولماستر سندريلا جيرلز - مايو ساكوما
- أوشيو و تورا - ريكو هانيو
- بلياديس نهاية اليوم الدراسي - هيكارو
- يامادا-كون والساحرات السبع - ميكو أوتسكا
- جاندام بيلد فايترز تراي - فومينا هوشينو
- بوبتيبيبيك - بوبوكو (غناء أنثى؛ الصوت الأول)

### أوفا أنمي
- تسوباسا طوكيو ريفيليشن - ساكورا
- تسوباسا شونرايكي - ساكورا
- إكس إكس إكس هوليك: شونموكي - ساكورا

### أفلام أنمي
- تسوباسا كرونيكل: أميرة بلد أقفاص الطيور - ساكورا

## أدوارها في ألعاب الفيديو
- آيدولماستر سندريلا جيرلز - مايو ساكوما

## وصلات خارجية
- يوي ماكينو على موقع IMDb (الإنجليزية)
- يوي ماكينو على موقع ميوزك برينز (الإنجليزية)
- يوي ماكينو على موقع ديسكوغز (الإنجليزية)
- يوي ماكينو على موقع قاعدة بيانات الفيلم (الإنجليزية)
- يوي ماكينو على موقع ANN person (الإنجليزية)